# Люпа, Кристиан
Кристиан Люпа (пол. Krystian Lupa, род. 7 ноября 1943, Ястшембе-Здруй) — польский театральный режиссёр. 

## Биография
Учился на физическом факультете Ягеллонского университета, в 1969 году окончил Краковскую академию искусств как художник-график, в течение двух лет учился в Лодзи по специальности «кинорежиссура» и наконец в 1977 году окончил Государственную высшую театральную школу в Кракове как театральный режиссёр. Там же преподаёт с 1983 года, в 1990—1996 годах декан режиссёрского отделения, с 1993 г. профессор.
С 1978 года работал в Театре имени Норвида в Елене-Гуре, где приобрёл известность постановками пьес польского драматурга-абсурдиста Станислава Игнация Виткевича. С 1984 года работал, в основном, в краковском Старом театре, где среди его спектаклей были инсценировки «Братьев Карамазовых» Ф. Достоевского (1990), «Человека без свойств» Роберта Музиля (1990), «Записок Мальте Лауридса Бригге» Райнера Марии Рильке (1991), «Лунатиков» Германа Броха (1995—1998). Биографические постановки Люпа посвятил Энди Уорхолу, Мэрилин Монро, Симоне Вейль.
Является открытым геем. В марте 2014 года заявил об отмене творческого визита в Россию в знак протеста против российской военной агрессии на Украине.

## Репутация
Как пишет российский театральный критик, «будучи едва ли не самым влиятельным сегодня мэтром, выпустившим несколько поколений театральных лидеров Польши, Люпа позволяет себе самые экстремальные жесты, которые у нас может себе позволить лишь маргинал. В этом смысле он есть воплощение уникального явления — польского театрального мессианства». Он является «для нового поколения польских режиссёров непререкаемым авторитетом, Мастером, оказывающим художественное влияние», — пишут рецензенты девятичасового спектакля 2003 года по роману Михаила Булгакова «Мастер и Маргарита».

## Награды
- Офицер ордена Возрождения Польши.
- Золотая Медаль «За заслуги в культуре Gloria Artis» (2005 год, Министерство культуры и национального наследия Польши)
- Австрийский почётный знак «За науку и искусство» 1 класса (2000 год, Австрия).
- Командор ордена Искусств и литературы (2017 год, Франция).
- Кавалер ордена Искусств и литературы (2002 год, Франция).
- Орден Дружбы (15 февраля 2010 года, Россия) — за большой вклад в развитие российско-польских отношений в области культуры и искусства[10].
- Премия Конрада Свинарского (1988).
- Премия Леона Шиллера (1992).
- премия «Европа — театру» (2009).